# Tyrone Power (actor irlandés)
William Grattan Tyrone Power (Kilmacthomas, condado de Waterford, 20 de noviembre de 1797-océano Atlántico, 17 de marzo de 1841), conocido profesionalmente como Tyrone Power, fue un actor, comediante, autor y gestor de teatro irlandés. Es abuelo del actor Tyrone Power Sr. y bisabuelo del también actor Tyrone Power.

## Vida y carrera
Nacido en Kilmacthomas, condado de Waterford, Irlanda, en una familia de terratenientes, era hijo de Maria Maxwell y Tyrone Power. Comenzó a actuar desde joven, siendo reconocido como actor y mánager.
Actuó en la obra de Catherine Gore King O'Neil (1835), en la obra de su autoría St. Patrick's Eve (1837), en las obras de Samuel Lover Rory O'More (1837) y The White Horse of the Peppers (1838), en la obra de  Anna Maria Hall The Groves of Blarney (1838), en la obra de Eugene Macarthy Charles O'Malley (1838) y en las obra de Bayle Bernard His Last Legs (1839) y The Irish Attorney (1840). Sobre estas obras, Richard Allen Cave ha declarado que Tyrone, tanto en su forma de actuar como en su elección de obras, buscaba alejarse del estereotipo del irlandés sin asociaciones negativas.
Tuvo un número de descendientes notables junto a Anne Gilbert, hija de John Gilbert, de la Isla de Wight. En total tuvo seis hijos, entre los que se encuentra Harold Littledale Power (1833-1901), actor, mercader de vino, agente de minas e ingeniero, más conocido como el padre de Tyrone Power, Sr. (1869-1931) y abuelo de Tyrone Power (1914-1958), ambos también actores.
Tyrone Power desapareció en el océano Atlántico en marzo de 1841 cuando se hundió el SS President.

## Obras publicadas
- Born to Good Luck: or the Irishman's Fortune. Una farsa en dos actos. Adaptada de False and True.
- How to Pay the Rent; una farsa en dos actos [y en prosa]
- St. Patrick's Eve; or the Order of the Day. Un drama en tres actos [y en prosa]
- The Lost Heir and The Prediction (1830)
- The King's Secret (1831)
- The Gipsy of the Abruzzo (1831)
- Impressions of America, durante los años 1833, 1834 y 1835 (1836)